# Rapid Control Prototyping
Rapid Control Prototyping (kurz: RCP) bezeichnet eine rechnergestützte Entwurfsmethode zur schnellen Regelungs- und Steuerungsentwicklung. 
Typische Entwurfsschritte beim RCP umfassen: 
1. Die (dynamische) Beschreibung des zu automatisierenden Systems und dessen Modellbildung
2. Den Regelungs- und Steuerungsentwurf im Modell
3. Die Umsetzung des Regelungs- und Steuerungsentwurf auf dem Steuergerät
4. Die Erprobung der Lösung in einer reinen Simulationsumgebung
5. Die Erprobung der Lösung am realen System.

Eingesetzt wird das RCP vor allem im Maschinenbau (dort unter anderem in Robotik und Verfahrenstechnik), in Elektro- und Fahrzeugtechnik sowie in Medizin- und Produktionstechnik. Der Vorteil liegt in der Einfachheit des Vorgehens, die durch die immer komplexer werdenden Aufgaben ein entscheidender Faktor wird.